# Lake Palace
Lake Palace ou Lake Palace hotel (anciennement appelé Jag Niwas du nom de l'île où il est bâti) est un hôtel de luxe de 83 chambres et suites avec des murs de marbre blanc, situé sur une petite île du lac Pichola à Udaipur en Inde.
L'hôtel utilise un bateau qui amène les clients à l'hôtel à partir d'une jetée située sur la rive près du City Palace.

## Histoire
Pendant une centaine d'années, l'île de Jag Mandir sur le lac Pichola a abrité un palais de villégiature des souverains d'Udaipur. Lors du règne du maharana Sangram Singh II (1716-1734), son fils, le futur Jagat Singh II (1734-1751) se vit refuser la permission de s'y installer. Mais son père lui abandonna l'île voisine de Jag Niwas de 1,5 ha de superficie où se trouvaient déjà quelques pavillons.
Jagat Singh II fit construire son palais d'été en 1743 - 1746 . Il ne se présentait pas comme un bâtiment unique, mais comme des pavillons indépendants : Bara Mahal, Khush Mahal, Phool Mahal, Dhola Mahal, Dilaram Palace and the Canal The Khush Mahal . En raison des bonnes relations avec la dynastie moghole, le palais a été construit en s'inspirant de bâtiments moghols d'Agra. Le palais a été construit face à l'est, pour permettre de prier le dieu du Soleil à l'aube . Notamment car la dynastie régnante à Udaipur se dit descendante du Soleil . Les souverains successifs ont utilisé ce havre de fraîcheur comme lieu de villégiature, en tenant les durbars royaux dans ses cours et terrasses bordées de colonnes, ses fontaines et ses jardins.
Jagat Singh donna son nom aux îles de Jag Niwas et Jag Mandir qui portaient jusque-là des noms différents.
La chambre haute du palais est un cercle parfait d'environ 7 m de diamètre. Le sol est incrusté de marbres noirs et blancs, les murs sont ornés de niches et décoré d'arabesques de différentes pierres de couleur dans le même style que le Taj Mahal d'Agra, même si les motifs sont hindous et le dôme d'un style particulier. Une salle construite de 12 énormes dalles de marbre, le trône de Shah Jahan sculpté dans un seul bloc de serpentine et une petite mosquée dédiée à Kapuria Baba, un saint homme musulman, sont d'autres sujets d'intérêt sur l'île.
Au cours de la révolte des Cipayes en 1857 plusieurs familles européennes s'enfuirent de Neemuch pour se réfugier dans l'île ou le Maharana Swaroop Singh leur accorda un asile. Le souverain détruisit tous les bateaux de la ville pour empêcher les rebelles d'atteindre l'île.

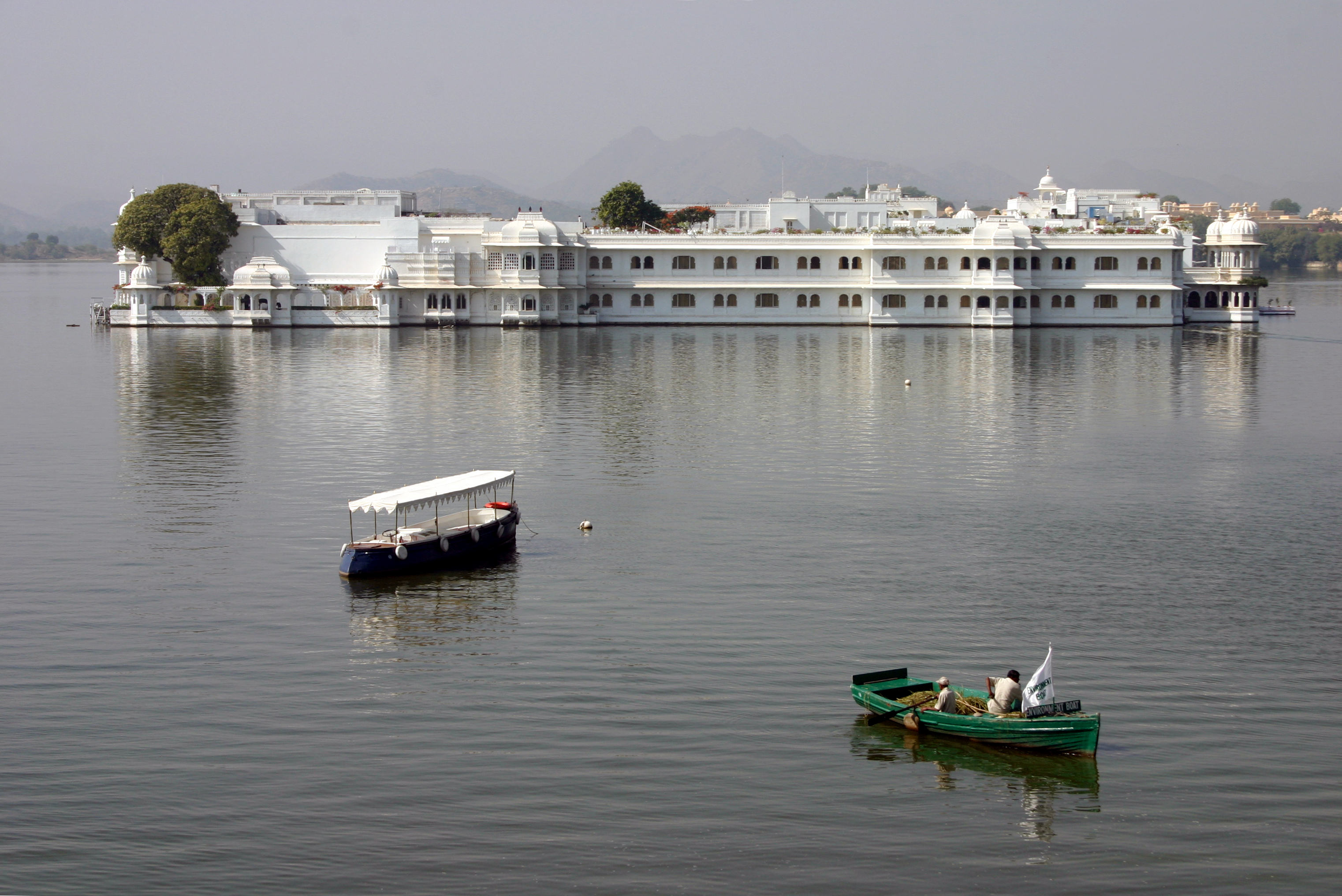

Dans la dernière moitié du XIXe siècle le palais se dégrada. Pierre Loti, le décrit comme « tombant lentement en poussière dans les émanations humides du lac ». À la même époque, deux touristes européens à vélo, Fanny Bullock Workman et son mari William Hunter Workman, furent affligés par le « style bon marché et de mauvais goût » de l'intérieur des palais avec « un assortiment de meubles européens abîmés, horloges en bois, verroterie, des jouets pour enfants, tout ce qui semble incongru au visiteur qui s'attend à trouver des aménagements dignes de la splendeur orientale »[source insuffisante].
Le règne de Bhopal Singh (1930-1955) vit l'ajout d'un nouveau pavillon, Chandra Prakash, mais le palais continua à se dégrader. L'homme de théâtre Geoffrey Kendal décrit le palais en 1950 comme « totalement désert, le silence n'étant troublé que par le bourdonnement de nuées de moustiques ».
Bhagwat Singh (1921-1954) décida de convertir le Jag Niwas Palace en hôtel de luxe car, depuis l'abolition du règne des maharajahs, il ne pouvait plus entretenir son patrimoine.
En 1971, la société Taj Hotels Resorts and Palaces a repris la gestion de l'hôtel pour en faire un ensemble cohérent et l'amener au niveau d'un hôtel de luxe international en ajoutant 75 chambres. En 2000, une nouvelle restauration a été entreprise.

## Utilisation

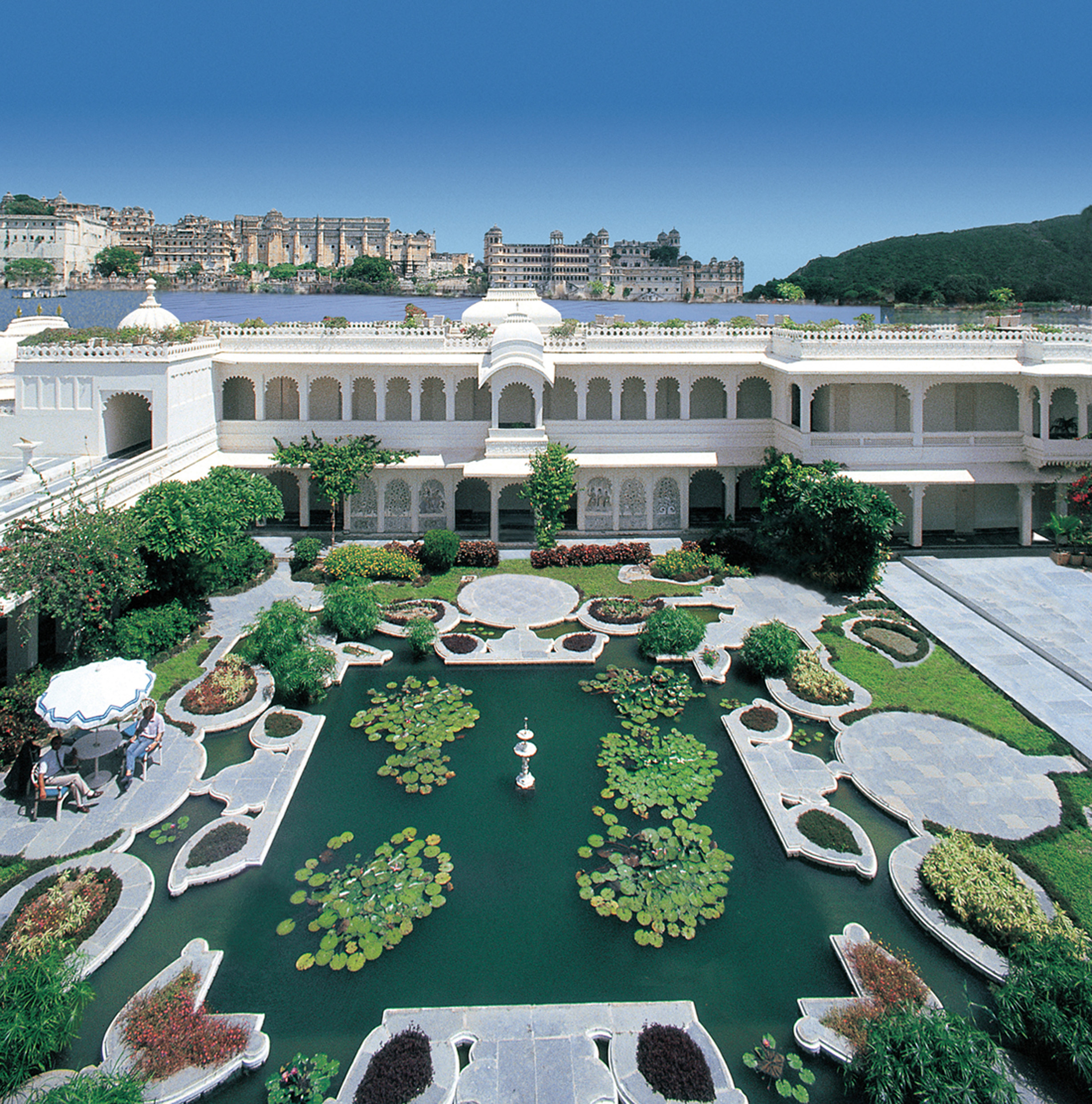
Les jardins intérieurs

En tant que résidence royale et hôtel de luxe, le Taj Lake Palace a attiré un grand nombre de personnalités comme Lord Curzon et ses relations, Vivien Leigh, la reine Elizabeth, le Shah d'Iran, le roi du Népal et Jacqueline Kennedy .
Il a servi plusieurs fois de lieux de tournage :
- 1959 : pour les films de Fritz Lang Le Tigre du Bengale et Le tombeau hindou en tant que palais de Chandra, maharadjah de la ville imaginaire de Eshnapur alors que le film a été tourné à Udaipur.
- 1983 : pour le film de la série des James Bond Octopussy, en tant que lieu de résidence du personnage éponyme Octopussy. Le film est aussi tourné sur l'île de Jag Mandir et au palais de la Mousson.
- 1984 : pour la série The Jewel in the Crown (=le joyau dans la couronne) de la chaine de télévision britannique ITV en tant que lieu de résidence du Nawab de Mirat.
- 2001 : pour le film Yaadein indien de Bollywood réalisé par Subhash Ghai.
- 2006 : pour le film The Fall de Tarsem Singh.

## Notes

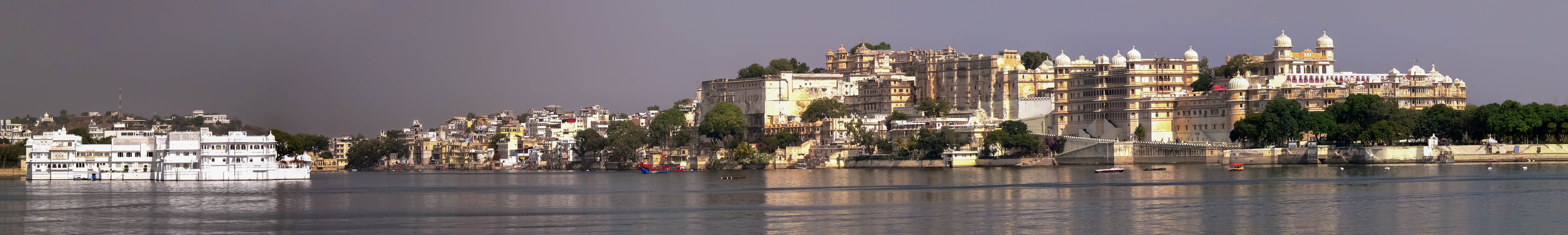
Panorama depuis l'île de Jag Mandir, avec sur la droite Udaipur sur la rive du lac et le City Palace.